# We Will Rock You
We Will Rock You (на български: „Ще те разбием“ или „Ще ви разбием“) е песен, написана от Брайън Мей и записана от „Куийн“ за техния албум от 1977 г. News of the World. Песента е издаден и като сингъл през същата година заедно с We Are the Champions, като така сингълът влиза в световния Топ 10. Списание „Ролинг Стоун“ класира песента през 2004 г. на 330-а позиция в „500-те най-велики песни на всички времена“, а Асоциацията на звукозаписната индустрия в Америка я поставя на 146-а позиция в списъка на песните на века. През 2009 г. We Will Rock You е приета в Залата на славата на наградите „Грами“.
От издаването си песента е многократно копирана, ремиксирана, използвана от множество изпълнители, телевизионни предавания, филми и други медии по света.

## Състав
- Фреди Меркюри: водещи и беквокали, пиано
- Брайън Мей: китари, беквокали, пиано
- Роджър Тейлър: барабани, перкусия, беквокали,
- Джон Дийкън: бас

## Позиция в сингъл – класациите
| Страна (1991)  | Позиция |
| -------------- | ------- |
| САЩ            | 4       |
| Нидерландия    | 2       |
| Ирландия       | 3       |
| Великобритания | 2       |
| Франция        | 1       |